# Visonta
Visonta is een plaats (község) en gemeente in het Hongaarse comitaat Heves. Visonta telt 1032 inwoners (2002).

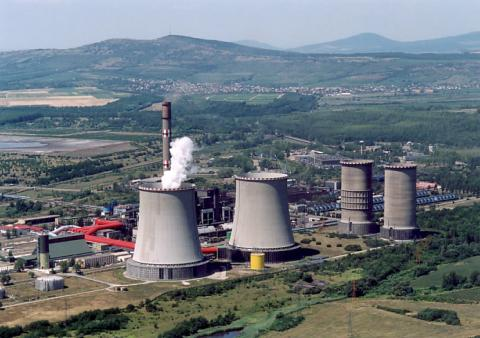
Luchtfoto